# Wahlgesetz zum ersten Bundestag und zur ersten Bundesversammlung der Bundesrepublik Deutschland
Das Wahlgesetz zum ersten Bundestag und zur ersten Bundesversammlung der Bundesrepublik Deutschland regelte das Verfahren zur Wahl des ersten Deutschen Bundestags und zur Wahl der ersten Bundesversammlung. Das Gesetz prägte das Wahlsystem der Bundesrepublik Deutschland und ist deshalb – und auch wegen seiner von Kompetenzstreitigkeiten geprägten Entstehungsgeschichte – auch heute noch von Interesse.

## Notwendigkeit eines Wahlgesetzes
In der Gründungsphase der Bundesrepublik Deutschland war es den Beteiligten klar, dass neben einer neuen Verfassung auch Regelungen zur Wahl des Parlaments erarbeitet werden mussten.
Der Parlamentarische Rat entschloss sich, in die Verfassung – das Grundgesetz – nur bestimmte elementare Wahlgrundsätze aufzunehmen, die Einzelheiten der Wahl dann aber in einem eigenen Gesetz festzulegen. Demzufolge enthält das Grundgesetz in Artikel 38 Absatz 1 Satz 1 lediglich folgende Grundsätze:
Darüber hinaus schreibt das Grundgesetz aber kein bestimmtes Wahlverfahren vor. Deshalb war es notwendig, zur Wahl des ersten Deutschen Bundestags ein eigenes Wahlgesetz zu erlassen, welches die Einzelheiten der Wahl regelt.

## Inhalt
Das Wahlgesetz bestand aus drei Teilen: Teil A regelte die Wahl zum ersten Deutschen Bundestag, Teil B die Wahl der ersten Bundesversammlung, Teil C enthielt Übergangs- und Schlussbestimmungen.

### Teil A – Wahl des Bundestags
Das durch das Wahlgesetz vorgesehene Wahlverfahren war ein Mischsystem aus Mehrheits- und Verhältniswahl mit 60 Prozent Direktmandaten und 40 Prozent Listenmandaten sowie einer Fünf-Prozent-Sperrklausel.
Wahlberechtigt waren gemäß § 1 deutsche Staatsangehörige, die das 21. Lebensjahr vollendet hatten und sich seit mindestens drei Monaten im Bundesgebiet aufhielten. Nicht wahlberechtigt waren gemäß § 2 u. a. Personen, die wegen ihrer Verbindung zum NS-Regime von der Militärregierung verhaftet oder aus ihrer Stellung entlassen worden waren.
Wählbar zum Bundestag waren Wahlberechtigte, die das 25. Lebensjahr vollendet hatten und mindestens seit einem Jahr die deutsche Staatsangehörige besaßen (§ 3 Absatz 1).
Die Zahl der Bundestagsabgeordneten wurde auf mindestens 400 festgesetzt. Von ihnen wurden 60 Prozent unmittelbar über Wahlkreismandate gewählt, die übrigen 40 Prozent stammten von den „Landesergänzungsvorschlägen“ (heute: Listen) der zur Wahl antretenden Parteien (§ 8). Die jeder Partei zustehenden Mandate wurden nach dem d’Hondtschen-Höchstzahlverfahren ermittelt (§ 10 Absatz 1).
Parteien, die in einem Land weniger als fünf Prozent der Stimmen erhielten, wurden nicht berücksichtigt, es sei denn, sie gewannen in diesem Land mindestens einen Wahlkreis (§ 10 Absätze 4 und 5).
Im Unterschied zu späteren Bundestagswahlen hatte jeder Wahlberechtigte nur eine Stimme (§ 13).
Die Länder wurden beauftragt, alle zur Vorbereitung und Durchführung der Wahl notwendigen Regelungen selbst zu erlassen (§ 23). Für die Bildung der Wahlkreise wurde angeordnet, dass diese „ein zusammenhängendes Ganzes“ bilden müssten und „eine annähernd gleichgroße Einwohnerzahl umfassen“ sollten (§ 21 Absatz 1).

### Teile B und C
Die §§ 24 und 25 des Wahlgesetzes enthielten Vorgaben zur Wahl der Bundesversammlung.
§ 26 bestimmte, dass acht Berliner Abgeordnete mit beratender Funktion in den Bundestag entsandt werden dürfen. Drei Jahre später wurde die Zahl von acht auf neunzehn Abgeordnete erhöht; dazu wurde § 26 des Wahlgesetzes durch das Gesetz zur Änderung des Wahlgesetzes zum ersten Bundestag und zur ersten Bundesversammlung vom 15. Januar 1952 (BGBl. 1952 I S. 21) geändert.
§ 27 legte fest, dass das Wahlgesetz zeitgleich mit dem Grundgesetz in Kraft tritt.

## Entstehungsgeschichte
Der Parlamentarische Rat, der 1948/49 das Grundgesetz erarbeitete, befasste sich auch mit der Erstellung eines Wahlgesetzes für die erste Bundestagswahl. Dazu setzte der Rat einen eigenen Ausschuss ein, der überwiegend mit Mitgliedern von CDU/CSU und SPD besetzt war. Ausschussvorsitzender war Max Becker (FDP). Während die CDU/CSU ein Mehrheitswahlrecht anstrebten, trat die SPD für ein Verhältniswahlrecht ein. Um zu einem Kompromiss zu finden, erörterte der Wahlrechtsausschuss deshalb auch verschiedene Mischsysteme.
Im Februar 1949 verabschiedete der Parlamentarische Rat auf Vorschlag des Wahlrechtsausschusses einen ersten Entwurf für ein Wahlgesetz. Der Gesetzentwurf sah vor, dass die Hälfte der Abgeordneten unmittelbar nach Mehrheitswahlrecht in Einpersonenwahlkreisen gewählt werden sollten. Die andere Hälfte sollte – unter Anrechnung der erzielten Direktmandate – über Bundeslisten verteilt werden. Eine Sperrklausel sollte es nicht geben. CDU, CSU und KPD stimmten gegen den Gesetzentwurf.
Die Westalliierten intervenierten jedoch Anfang März 1949 gegen diesen Gesetzentwurf. Sie erklärten, der Parlamentarische Rat sei für den Erlass eines Wahlgesetzes nicht zuständig. Dies traf insofern zu, als die so genannten Frankfurter Dokumente keine Vollmacht für den Erlass eines Wahlgesetzes enthielten. Die Westalliierten schlugen vor, die Wahlgesetzgebung stattdessen den Ländern zu überlassen. Die elf Länder, die in den drei westlichen Besatzungszonen lagen, hatten bereits demokratisch gewählte Volksvertretungen und Regierungen.
Am 5. März 1949 berieten Politiker von CDU/CSU die neue Situation. Konrad Adenauer erklärte zum Ziel, „eine sozialistisch-kommunistische Mehrheit im zukünftigen Bundesparlament“ zu verhindern. Dies sei „überragend wichtig“. Unbedingt notwendig sei es, bereits vor den Wahlen eine bürgerliche Koalition zu sichern. Eine Zusammenarbeit mit der SPD komme nicht in Betracht.
Die Ministerpräsidenten der Länder verwiesen die Wahlrechtsfrage am 24. März 1949 zurück an den Parlamentarischen Rat. Sie forderten ein mit Zweidrittelmehrheit – also letztlich ein mit den Stimmen von CDU/CSU – beschlossenes Wahlgesetz.
Am 10. Mai 1949 wurde der Entwurf für das Wahlgesetz vom Parlamentarischen Rat verabschiedet. Die Militärgouverneure beanstandeten jedoch am 28. Mai 1949 einige Punkte des Gesetzes. Daraufhin berieten sich die Ministerpräsidenten am 31. Mai 1949 erneut. Sie schlugen vor, das Verhältnis von Listenmandaten zu Direktmandaten von 50:50 auf 60:40 zu verschieben. Außerdem regten sie an, eine Sperrklausel in Form einer landesbezogenen Fünf-Prozent-Hürde zu schaffen.
Zwar lösten diese Änderungsvorschläge Empörung bei Mitgliedern des Parlamentarischen Rates aus, welche die Befugnis der Ministerpräsidenten, das Wahlgesetz zu ändern, anzweifelten. Davon unbeeindruckt ordneten die Westalliierten am 13. Juni 1949 die Verabschiedung des geänderten Wahlgesetzes an. 

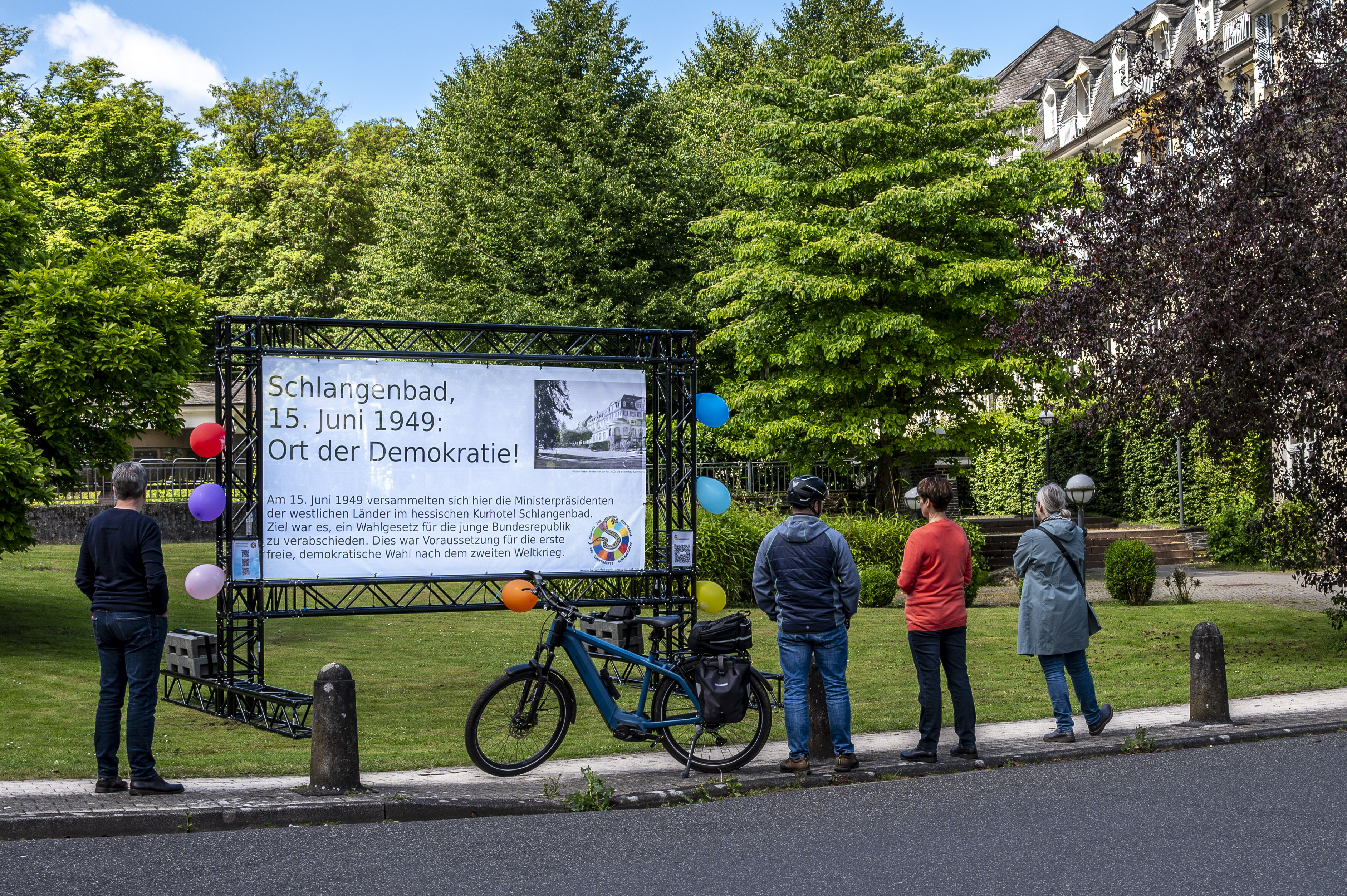
Personen betrachten ein Banner, das auf die Verabschiedung des Bundeswahlgesetzes am 15. Juni 1949 in Schlangenbad hinweist.

Am 15. Juni 1949 verkündeten die Ministerpräsidenten das endgültige Wahlgesetz. Der Wahltermin wurde auf den 14. August 1949 festgelegt.
Das Gesetz trat rückwirkend zum 24. Mai 1949 in Kraft. 
Noch vor der Wahl wurde § 10 des Wahlgesetzes geändert. Durch das Gesetz vom 5. August 1949 zur Ergänzung und Abänderung des Wahlgesetzes zum ersten Bundestag und zur ersten Bundesversammlung der Bundesrepublik Deutschland (BGBl. 1949 Nr. 3) wurde klargestellt, dass Mandate von unabhängigen Kandidaten sowie Überhangmandate bei der Berechnung der den Parteien zustehenden Mandate nicht berücksichtigt werden.
Die Bundestagswahl fand am 14. August 1949 statt, die Wahlen zur Bundesversammlung im August und September 1949.
Nachfolger des Wahlgesetzes von 1949 war das Wahlgesetz zum zweiten Bundestag und zur Bundesversammlung vom 8. Juli 1953 (BGBl. I S. 470).

## Bundestagswahl und Bundespräsidentenwahl 1949

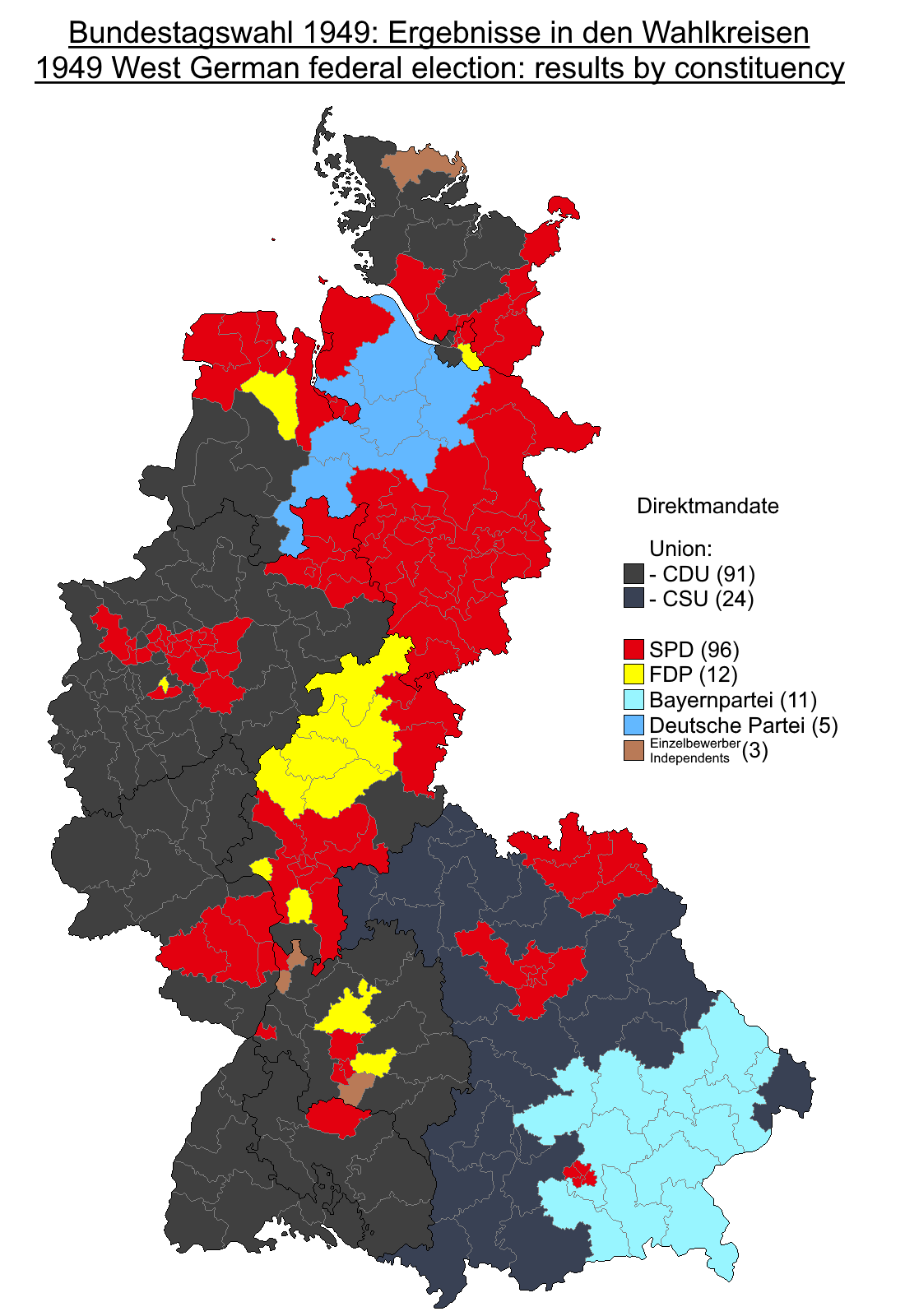

Bei der Bundestagswahl am 14. August 1949 wurde die Listenverbindung aus CDU und CSU mit etwa 31 Prozent stärkste Kraft vor der SPD mit etwa 29 Prozent. Konrad Adenauer gelang es, mit FDP und Deutscher Partei das angestrebte bürgerliche Regierungsbündnis einzugehen. Am 15. September 1949 wurde Adenauer zum ersten Bundeskanzler der Bundesrepublik Deutschland gewählt.
Bereits am 12. September 1949 hatte die Bundesversammlung mit Theodor Heuss (FDP) den ersten Bundespräsidenten gewählt.

## Weitere Entwicklung
Das Wahlgesetz war bewusst lediglich für die erste Bundestagswahl erlassen worden. Sowohl die Mitglieder des Parlamentarischen Rats als auch die Ministerpräsidenten wollten keine bindenden Vorgaben für spätere Bundestagswahlen machen. 
Das Gesetz für die Wahl des zweiten Deutschen Bundestags führte 1953 das bis heute geltende Wahlsystem mit Erst- und Zweitstimme ein. Die Wahlberechtigten wählten mit der Erststimme einen Wahlkreiskandidaten, mit der Zweitstimme eine Partei. Außerdem musste eine Partei bundesweit mindestens fünf Prozent der Wählerstimmen erhalten, um auch ohne Direktmandat in den Bundestag einziehen zu können. Die neue bundesweite Fünf-Prozent-Klausel war ein Zugeständnis der FDP an die Union, welche – wie bereits 1949 gefordert – ein reines Mehrheitswahlsystem hatte einführen wollen.
Dies führte u. a. dazu, dass die Bayernpartei als nur regional antretende Partei im zweiten Deutschen Bundestag nicht mehr vertreten war.